# Être aimé pour soi-même
Pour plus de détails, voir Fiche technique et Distribution.
Être aimé pour soi-même est un film français réalisé par Robert Péguy, sorti en 1920.

## Synopsis
Un milliardaire veut être aimé pour lui-même et non pour son argent. Il trouvera l'amour auprès de Renée, une midinette, à qui il a caché sa fortune.

## Fiche technique
- Titre original : Être aimé pour soi-même
- Réalisation : Robert Péguy
- Société de production : Franco-Film
- Société de distribution : Comptoir Sutto
- Pays de production :  France
- Langue originale : français
- Format : Noir et blanc  — 35 mm — 1,33:1 — Film muet
- Genre : Film dramatique
- Date de sortie : 
  - France : 4 février 1920

## Distribution
- Paul Amiot : le duc de Castry
- Jane Maguenat : Renée
- Marguerite Widner : Marguerite
- Catherine Jordaan
- Henri Collen
- Jeanne Aubert